# Xylotrechus smei
Xylotrechus smei är en skalbaggsart som först beskrevs av François Louis Nompar de Caumont de Laporte och Hippolyte Louis Gory 1841.  Xylotrechus smei ingår i släktet Xylotrechus och familjen långhorningar.
Artens utbredningsområde är Afghanistan. Inga underarter finns listade i Catalogue of Life.